# Mattia Guadagnini

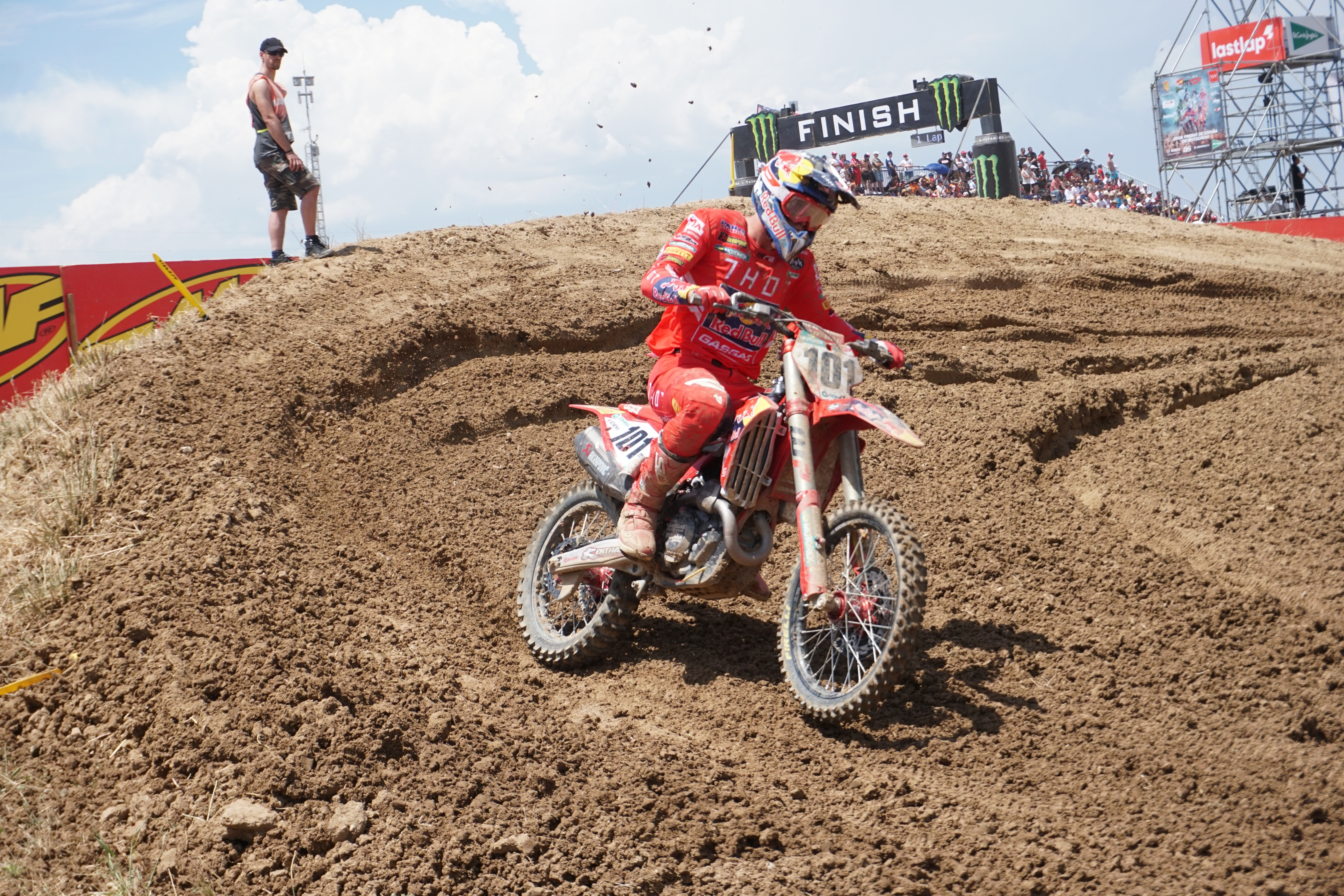

Mattia Guadagnini (Bassano del Grappa, 11 april 2002) is een Italiaanse motorcrosser.

## Carrière
Guadagnini is geboren in Bassano del Grappa in de regio Veneto in Noord-Italië. In 2018 reed hij mee in het WK-jeugd 125cc en werd tweede. In 2019 lukte het om Europees en wereldkampioen te worden in de 125cc-klasse. Aan het einde van het seizoen EMX250 van 2020 sloot hij zich aan bij het Red Bull KTM Factory Racing Team De Carli om het MX2-wereldkampioenschap motorcross 2021 te racen.

## WK motorcross
2021: 4e Wereldkampioenschap MX2
2022: 16e in MX2-klasse
2023: 14e in MXGP-klasse
| 1 | 04-07-2021 | Italië   | Maggiora |
| 2 | 25-07-2021 | Tsjechië | Loket    |